# Hannah Leder
Hannah Leder est une actrice américaine, née le 28 septembre 1986.

## Biographie
- Elle est la fille de l'acteur Gary Werntz et de la réalisatrice Mimi Leder.

## Filmographie

### Cinéma
- 1997 : Le Pacificateur de Mimi Leder : élève pianiste
- 1998 : Deep Impact de Mimi Leder : Holly Rittenhouse
- 2000 : Un monde meilleur de Mimi Leder : Fille du Dr Thorsen
- 2016 : Auto-Cowrecked
- 2018 : The Planters

### Télévision
- 2011 : Shameless : la nurse
- 2013 : Full Circle : Hannah
- 2014 : Bad Judge : Hannah
- 2014 : Dads : White Wine
- 2014 : Mon comeback : Lucy
- 2014 : Revenge : Crystal
- 2015 : Down Dog : Psychic
- 2016 : Love : Lila
- 2019 : The Morning Show : Isabella